# Zsolt Bárányos
Zsolt Bárányos (ur. 15 grudnia 1975 w Budapeszcie) – węgierski piłkarz występujący na pozycji pomocnika, reprezentant kraju.

## Życiorys
Wychowanek Honvédu, w 1993 roku został przesunięty do pierwszej drużyny. W seniorskiej drużynie zadebiutował w 1994 roku w spotkaniu przeciwko MTK. Z klubem zdobył Puchar Węgier w 1996 roku. W 1998 roku został piłkarzem belgijskiego KFC Lommel. Ze względu na problemy z adaptacją na sezon 1999/2000 został wypożyczony do Ferencvárosu. W 2001 roku awansował z Lommel do Eerste klasse. 12 lutego 2002 roku zadebiutował w reprezentacji w przegranym 0:2 towarzyskim meczu z Czechami. W połowie roku nie doszedł do porozumienia w sprawie nowego kontraktu i opuścił Lommel, wracając do Honvédu. Po spadku klubu do drugiej ligi w sezonie 2002/2003 Bárányos odszedł z niego. Mimo zainteresowania Ferencvárosu Węgier nie porozumiał się z tym klubem, bezskutecznie licząc na transfer zagraniczny, stąd też w latach 2003–2004 pozostał bez klubu. Następnie został piłkarzem FC Sopron, z którym zdobył Puchar Węgier. W następnych latach był piłkarzem Vasasu, Rákospalotai EAC, Asterasu Tripolis i Honvédu, a w 2008 roku podpisał kontrakt z Nyíregyháza Spartacus FC z klauzulą dopuszczającą zwolnienie piłkarza w wypadku zainteresowania poważnego klubu zagranicznego, do czego jednak nie doszło. W latach 2009–2011 grał w Lombardzie Pápa, po czym powrócił do Vasasu. W drugiej połowie 2012 roku krótko grał w Szigetszentmiklósi TK, a zimą został graczem Nyíregyháza Spartacus FC. Latem 2013 roku nie przedłużono z nim kontraktu z powodu koncepcji drużyny zakładającej większy udział młodych zawodników. Następnie grał w klubach z niższych lig Węgier i Austrii. Karierę zakończył w 2018 roku.

## Statystyki ligowe
| Sezon         | Klub                     | Liga          | Mecze | Gole |
| ------------- | ------------------------ | ------------- | ----- | ---- |
| 1993/1994     | Kispest-Honvéd FC        | NB I          | 2     | 0    |
| 1994/1995     | Kispest-Honvéd FC        | NB I          | 15    | 3    |
| 1995/1996     | Kispest-Honvéd FC        | NB I          | 24    | 5    |
| 1996/1997     | Kispest-Honvéd FC        | NB I          | 34    | 5    |
| 1997/1998     | Kispest-Honvéd FC        | NB I          | 30    | 8    |
| 1998/1999     | KFC Lommel               | Eerste klasse | 19    | 0    |
| 1999/2000     | Ferencvárosi TC          | NB I          | 31    | 9    |
| 2000/2001     | KFC Lommel               | Tweede klasse | 31    | 13   |
| 2001/2002     | KFC Lommel               | Eerste klasse | 21    | 7    |
| 2002/2003     | Kispest-Honvéd FC        | NB I          | 19    | 4    |
| 2004/2005     | Matáv FC Sopron          | NB I          | 28    | 14   |
| 2005/2006     | Vasas SC                 | NB I          | 27    | 5    |
| 2006/2007 (j) | Rákospalotai EAC         | NB I          | 9     | 1    |
| 2006/2007 (j) | Asteras Tripolis         | Beta Ethniki  | 10    | 3    |
| 2007/2008     | Budapest Honvéd FC       | NB I          | 24    | 7    |
| 2008/2009     | Nyíregyháza Spartacus FC | NB I          | 15    | 2    |
| 2009/2010     | Lombard Pápa Termál FC   | NB I          | 29    | 5    |
| 2010/2011     | Lombard Pápa Termál FC   | NB I          | 29    | 6    |
| 2011/2012     | Vasas SC                 | NB I          | 29    | 4    |
| 2012/2013 (j) | Szigetszentmiklósi TK    | NB II         | 6     | 0    |
| 2012/2013 (w) | Nyíregyháza Spartacus FC | NB II         | 29    | 6    |
| 2013/2014 (j) | Budaörsi SC              | NB III        | 16    | 3    |
| 2013/2014 (w) | Salgótarjáni BTC         | Megye I       | 15    | 7    |
| 2014/2015     | SV Draßmarkt             | II. Liga      | ?     | ?    |
| 2015/2016     | FC Dabas                 | NB III        | 20    | 1    |
| 2016/2017     | Rákosmente KSK           | NB III        | ?     | ?    |
| 2017/2018     | Pilisi LK-Legenda Sport  | Megye I       | ?     | ?    |